# Лыхно, Денис Михайлович
Денис Михайлович Лыхно (укр. Денис Михайлович Лихно; 1995, Переяслав — 8 января 2020, Тегеран) — украинский бортпроводник, член экипажа рейса PS752 (Boeing 737), потерпевшего катастрофу под Тегераном. Герой Украины (29 декабря 2020, награждён посмертно).

## Биография
Родился в 1995 году в Переяславе. Учился в городской школе № 1 и гимназии. В 2012—2018 годах — студент аэрокосмического факультета Национального авиационного университета.
Денис почти пять лет проработал в авиации, в том числе полгода бортпроводником в компании «Международные авиалинии Украины».
Погиб 8 января 2020 года в результате катастрофы самолёта Boeing 737 (рейс PS752) компании МАУ, который был сбит ракетами ПВО Ирана. По словам официальных представителей Ирана, причиной катастрофы стал человеческий фактор.

## Семья
Остался младший брат.

## Награды
- Звание Героя Украины с вручением ордена «Золотая Звезда» (29 декабря 2020, посмертно) — «за героизм и самоотдачу, проявленную при выполнении служебного долга»[7]